# Usson-en-Forez
Usson-en-Forez – miejscowość i gmina we Francji, w regionie Owernia-Rodan-Alpy, w departamencie Loara.
Według danych na rok 1990 gminę zamieszkiwało 1265 osób, a gęstość zaludnienia wynosiła 27 osób/km² (wśród 2880 gmin regionu Rodan-Alpy Usson-en-Forez plasuje się na 658. miejscu pod względem liczby ludności, natomiast pod względem powierzchni na miejscu 72.).

## Galeria

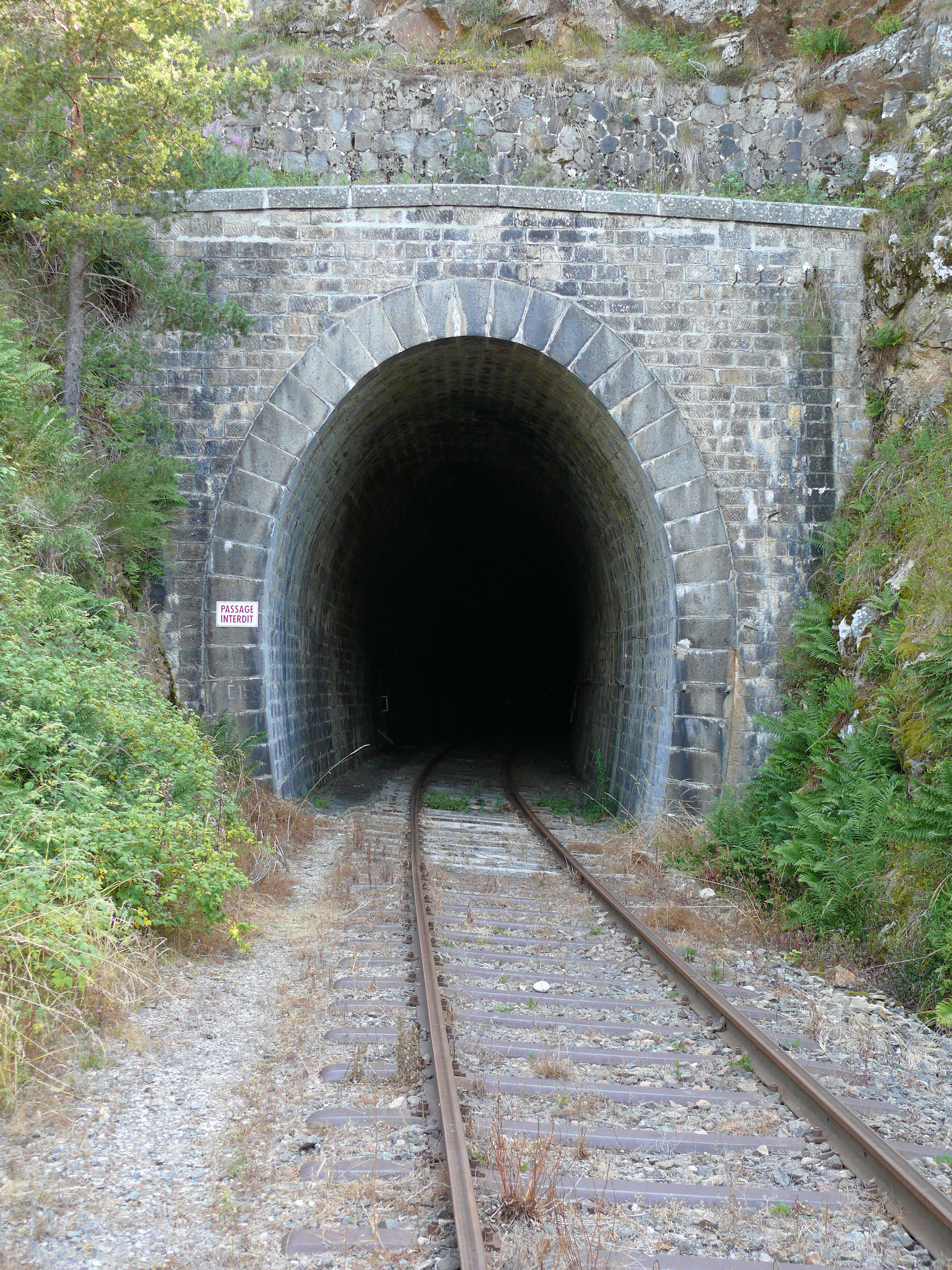
Tunel kolejowy w Usson-en-Forez, 2009
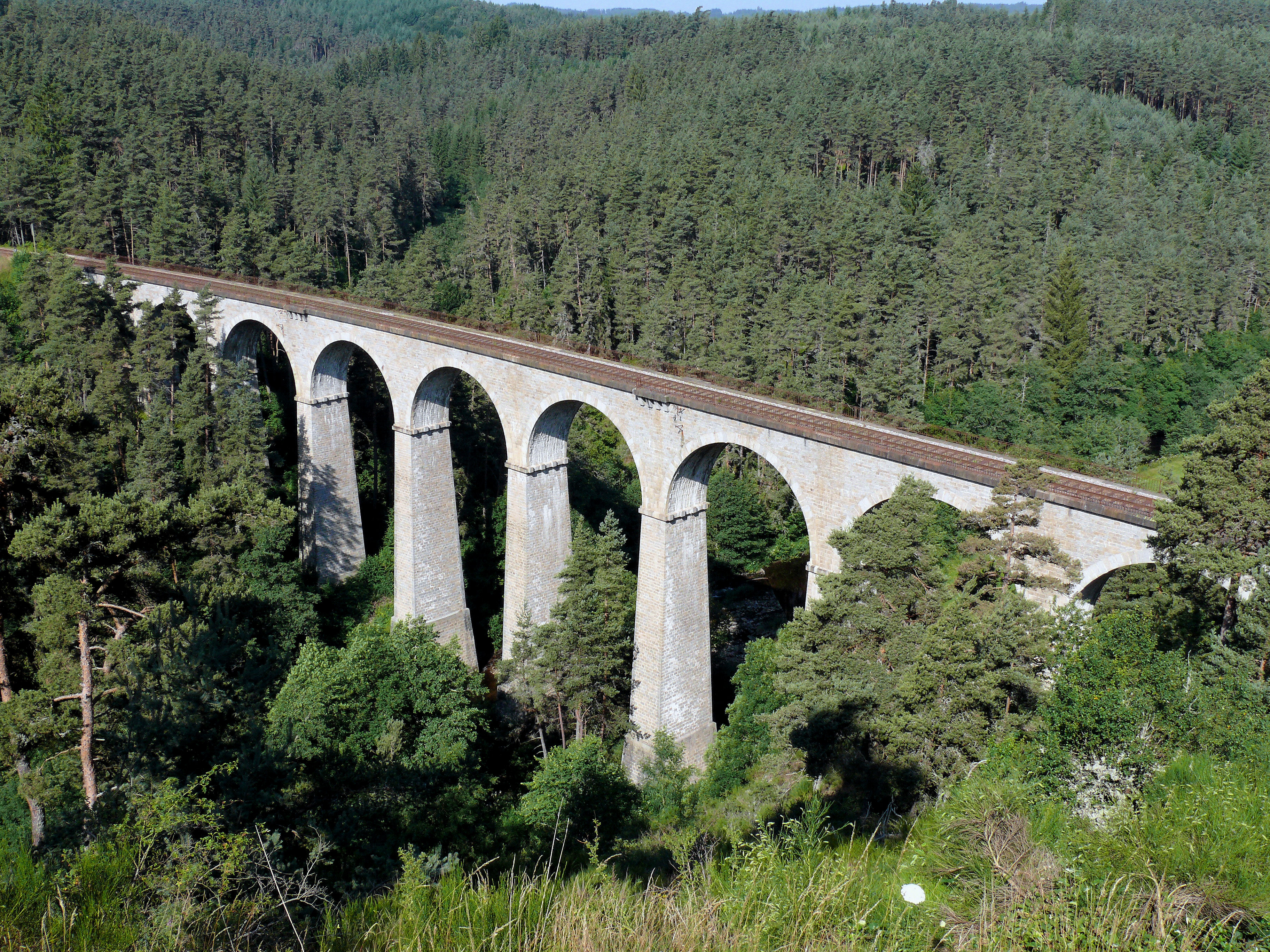
Wiadukt kolejowy w Usson-en-Forez, 2009
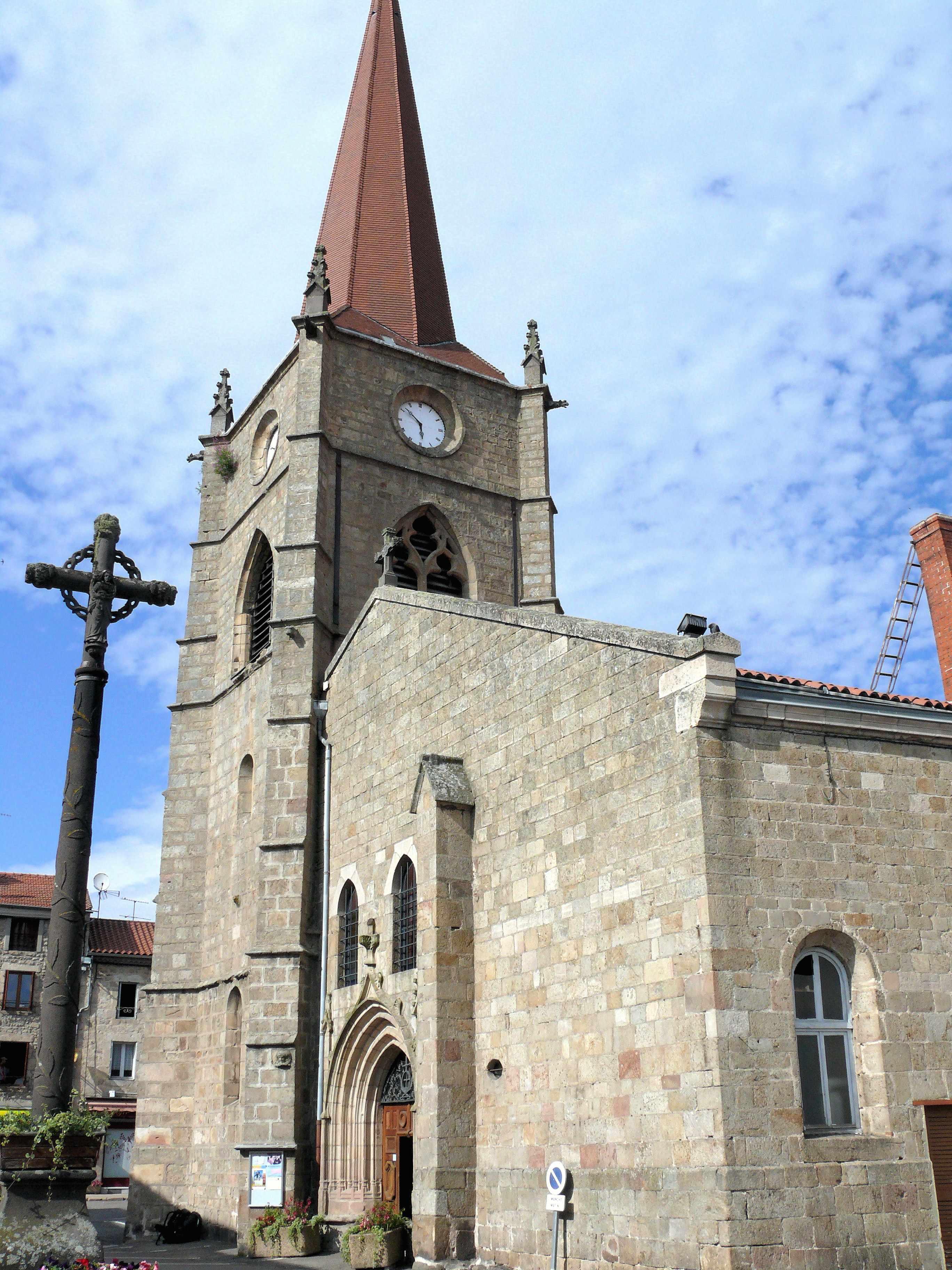
Kościół w Usson-en-Forez, 2009
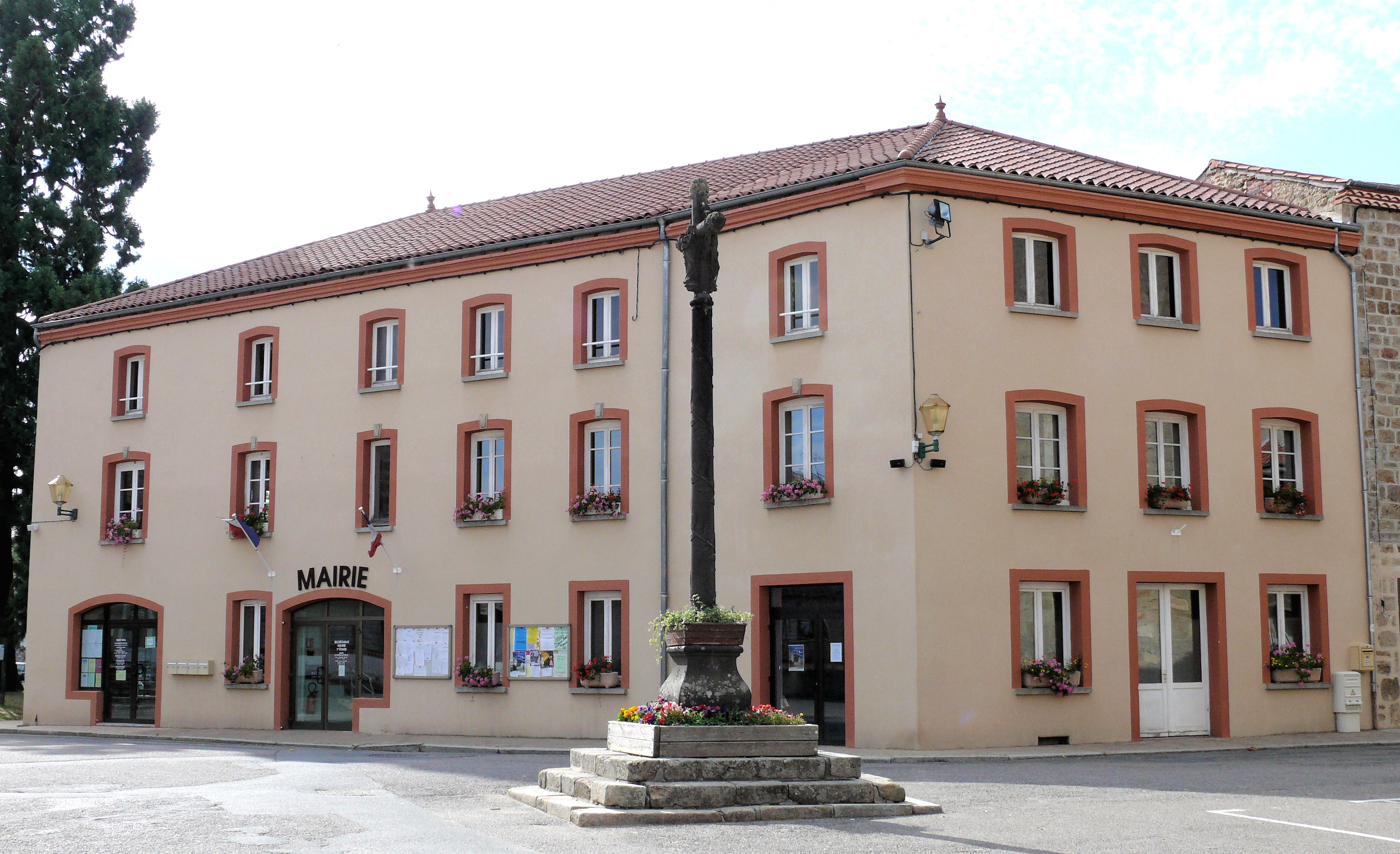
Ratusz w Usson-en-Forez, 2009